# عمر داف
عمر داف ((بالإنجليزية: Omar Daf)‏؛ مواليد 12 فبراير 1977) لاعب كرة قدم سنغالي سابق كان يجيد اللعب في مركز الدفاع. شارك مع منتخب السنغال في نهائيات كأس العالم 2002.

## روابط خارجية
- عمر داف على موقع الاتحاد الدولي (مؤرشف)  (الإنجليزية)
- عمر داف على موقع رابطة كرة القدم الفرنسية للمحترفين (الإنجليزية)
- عمر داف على موقع قاعدة بيانات كرة القدم.إي يو (الإنجليزية)
- عمر داف على موقع ليكيب (الفرنسية)
- عمر داف على موقع ناشيونال فوتبول تيمز (الإنجليزية)
- عمر داف على موقع عالم كرة القدم.نت (الإنجليزية)
- عمر داف على موقع كووورة
- عمر داف على موقع AS.com (الإسبانية)